# La Soledad, Santa Cruz Zenzontepec
La Soledad är en ort i Mexiko.   Den ligger i kommunen Santa Cruz Zenzontepec och delstaten Oaxaca, i den sydöstra delen av landet, 400 km sydost om huvudstaden Mexico City. La Soledad ligger 711 meter över havet och antalet invånare är 239.
Terrängen runt La Soledad är varierad. Runt La Soledad är det ganska tätbefolkat, med 56 invånare per kvadratkilometer. Närmaste större samhälle är El Limoncillo, 4,7 km väster om La Soledad. Omgivningarna runt La Soledad är huvudsakligen savann.